# Mihail Ivanovič Poncet
Mihail Ivanovič Poncet (rusko Михаил Иванович Понсет), ruski general francoskega rodu, * 1780, † 1829.
Bil je eden izmed pomembnejših generalov, ki so se borili med Napoleonovo invazijo na Rusijo; posledično je bil njegov portret dodan v Vojaško galerijo Zimskega dvorca.

## Življenje
Rodil se je v emigrantski družini. Prvotno burgundijskega porekla se je družina v začetku 18. stoletja zaradi verskega preganjanja (bili so protestanti) preselila v Švico, od tam v severno Nemčijo in nazadnje na Poljsko.
Poncet se je šolal na Univerzi v Dresdnu in v Freiburgu; sprva je želel nadaljevati akademsko kariero, a je pozneje vstopil v saško konjenico, kjer je ostal več let. Ko je zapustil vojaško službo, je za dve leti odšel v ZDA, kjer se je ukvarjal s fotografijo in geodezijo. 
18. oktobra 1806 je vstopil kot podporočnik v ruski 3. lovski polk, s katerim se je udeležil kampanje 1806-07. 26. decembra 1808 je bil povišan v štabnega stotnika in marca 1810 je postal adjutant generala Uvarova, poveljnika moldavske vojske. Odlikoval se je v bojih proti Turkom, za kar je prejel več odlikovanj in bil 18. decembra 1811 povišan v polkovnika. 
V začetku patriotske vojne leta 1812 je bil dodeljen oskrbovalni službi; za zasluge je bil 15. septembra 1813 povišan v generalmajorja. Marca 1815 je postal načelnik štaba 2. pehotnega korpusa in 18. maja istega leta je postal načelnik štaba 3. pehotnega korpusa. 
Do leta 1818 je ostal v Franciji; za zasluge ga je Ludvik XVIII. Francoski odlikoval z legijo časti. Po vrnitvi v Rusiji se je zaradi slabega zdravja odpravil na neomejeni dopust. Avgusta 1828 se je vrnil v aktivno vojaško službo, se udeležil vojne proti Turkom in bil povišan v generalporočnika. 
Velja za enega najbolj izobraženih generalov svojega časa. Posedoval je mnogo matematičnega znanja, govoril pa je francosko, nemško, rusko in angleško.